# Alexander Reichel (Politiker)

Alexander Reichel (etwa 1908)

Alexander Reichel (* 23. Juli 1853 in Paris; † 22. Februar 1921 in Lausanne) war ein Schweizer Jurist, Hochschullehrer und Politiker.

## Leben
Alexander Reichel war ein Sohn des 1867 aus Sachsen nach Bern eingewanderten preussischen Dirigenten und Komponisten Adolf Reichel. Er studierte von 1874 bis 1876 Rechtswissenschaften  an der Universität Bern und wurde 1877 Fürsprecher. Von 1886 bis 1890 gehörte er als Vertreter der Radikalen dem Grossen Rat des Kantons Bern an. 1888 war er Mitbegründer der Sozialdemokratischen Partei der Schweiz, die er auch bis 1890 präsidierte. Von 1891 bis 1899 war er ordentlicher Professor für Recht an der Universität Bern. Berufen wurde er dort als Professor für Zivilprozess, Betreibungs- und Konkursrecht, bernische Rechtsgeschichte und bernisches Administrativprozessrecht. Er war dann bis 1905 Abteilungschef im Justiz- und Polizeidepartement. 1905 verlieh ihm die Universität Bern die Ehrendoktorwürde. Im gleichen Jahr wurde er als erstes SP-Mitglied zum Bundesrichter gewählt.
Reichel wurde 1869 in Oberburg eingebürgert. Er war verheiratet mit Anna Coaz, Tochter des Forstingenieurs und Gebirgstopografen Johann Wilhelm Coaz.